# AG Девы
AG Девы (лат. AG Virginis), HD 104350 — кратная звезда в созвездии Девы на расстоянии приблизительно 784 световых лет (около 240 парсек) от Солнца. Возраст звезды определён как около 2,252 млрд лет.
Пара первого и второго компонентов — двойная затменная переменная звезда типа W Большой Медведицы (EW). Визуальная звёздная величина звезды — от +8,93m до +8,35m. Орбитальный период — около 0,6427 суток (15,424 часа).
Открыта Паулем Гутником и Рихардом Прагером в 1929 году***.
Зарегистрирован эффект О’Коннелла*.

## Характеристики
Первый компонент — белая звезда спектрального класса A0, или A2, или A5V, или A7V, или A7-A9V, или A7-A9, или A8V, или A8. Масса — около 2,18 солнечной, радиус — около 2,19 солнечного, светимость — около 19 солнечной. Эффективная температура — около 8150 K.
Второй компонент — жёлто-белая звезда спектрального класса F2, или F5. Масса — около 0,74 солнечной, радиус — около 1,36 солнечного, светимость — около 3,85 солнечной. Эффективная температура — около 6915 K.
Третий компонент — коричневый карлик. Масса — около 21,44 юпитерианской. Удалён в среднем на 1,886 а.е..
Четвёртый компонент. Орбитальный период — около 40 лет. Удалён на 0,09 угловой секунды.